# Brienne-le-Château
Brienne-le-Château je naselje in občina v severnem francoskem departmaju Aube regije Šampanja-Ardeni. Leta 2009 je naselje imelo 3.154 prebivalcev.

## Geografija
Naselje leži v pokrajini Šampanji ob reki Aube znotraj regijskega naravnega parka la forêt d'Orient, 42 km severovzhodno od središča departmaja Troyesa.

## Uprava
Brienne-le-Château je sedež istoimenskega kantona, v katerega so poleg njegove vključene še občine Bétignicourt, Blaincourt-sur-Aube, Blignicourt, Brienne-la-Vieille, Courcelles-sur-Voire, Dienville, Épagne, Hampigny, Lassicourt, Lesmont, Maizières-lès-Brienne, Mathaux, Molins-sur-Aube, Pel-et-Der, Perthes-lès-Brienne, Précy-Notre-Dame, Précy-Saint-Martin, Radonvilliers, Rances, Rosnay-l'Hôpital, Saint-Christophe-Dodinicourt, Saint-Léger-sous-Brienne, Vallentigny in Yèvres-le-Petit s 7.823 prebivalci.
Kanton je sestavni del okrožja Bar-sur-Aube.

## Zgodovina
Brienne-le-Château je bil 29. januarja 1814 prizorišče bitke, v kateri je Napoleonova vojska porazila rusko-prusko vojsko pod poveljstvom generala Gebharda Leberechta von Blücherja. Občina se je od leta 1849 do 1881 imenovala Brienne-Napoléon.

## Pobratena mesta
- Riedstadt (Hessen, Nemčija);